# Белоградчик
Белоградчѝк (изписване до 1945: Бѣлоградчѝкъ) е малък град в област Видин, Северозападна България. Той е административен център на едноименната община Белоградчик. Населението на града към 31 декември 2020 година е 4339 жители, което го прави второто по големина населено място в областта. По данни на ГРАО към 15 септември 2023 г. в града живеят 4645 души по настоящ адрес и 5482 души по постоянен адрес. Градът е живописно разположен в западната част на Стара планина, в югозападното подножие на Белоградчишкия венец. Благоустроен и приветлив, Белоградчик е сред атрактивните туристически обекти на България. Предлага възможности за излетен, пещерен и конгресен туризъм, алпинизъм, лов и риболов, спорт и астрономически наблюдения. Девизът на града е „Вечен и млад“.

## География
Преди около 230 млн. години (в края на палеозойската ера) в този район се наслоили песъчливо-мергелни скали. По-късно те били залети от море, на дъното на което се отлагали довлечените от реките пясък, чакъл и глина. С течение на времето тези материали били свързани от силициева или пясъчно-глинеста спойка. Така се получили конгломерати и пясъчници, известни като пъстър пясъчник. Поради обагрянето с железен окис те придобили червеникав оттенък. През юрския период върху пясъчниците се наслоили сиви и кремавобели варовици. Те изграждат челата на сегашните Белоградчишки Венец и Ведерник. При нагъването на Стара планина този район се превърнал в суша. В най-високата му част се появили пукнатини, където започнала разрушителната работа на водата, ветровете и колебанията на температурата. Тази дейност достигнала до пясъчниците. Поради нееднаквата си твърдост те се рушали неравномерно. Така в продължение на милиони години се създали причудливите форми на Белоградчишките скали.
В пясъчника и варовика се образували и над сто пещери, богати на красиви образувания, пропасти и интересна фауна. Най-известната пещера — Магура (дълга над 2500 м), е благоустроена: има осветление и обезопасителни съоръжения. Заедно с района наоколо Магурата е обявена за природна забележителност. От юни 2015 г. е отворена за посещения още една пещера в региона — пещера Венеца, в която има множество различни образувания с цветно осветление.

## Население
Долната таблица показва изменението на населението на града в периода след Втората световна война (1946 – 2021):
| Белоградчик                                                                               | Белоградчик | Белоградчик | Белоградчик | Белоградчик | Белоградчик | Белоградчик | Белоградчик | Белоградчик | Белоградчик | Белоградчик | Белоградчик | Белоградчик | Белоградчик |
| ----------------------------------------------------------------------------------------- | ----------- | ----------- | ----------- | ----------- | ----------- | ----------- | ----------- | ----------- | ----------- | ----------- | ----------- | ----------- | ----------- |
| година                                                                                    | 1946        | 1956        | 1965        | 1975        | 1985        | 1992        | 2001        | 2005        | 2007        | 2009        | 2011        | 2013        | 2021        |
| население                                                                                 | 2192        | 3444        | 5178        | 6898        | 7256        | 6635        | 5838        | 5542        | 5415        | 5334        | 5173        | 5013        | 4080        |
| Източници: Национален статистически институт, „Citypopulation.de“ и „Pop-stat.mashke.org“ |             |             |             |             |             |             |             |             |             |             |             |             |             |

Преброяване на населението през 2011 г.
Численост и дял на етническите групи според преброяването на населението през 2011 г.:
|                     | Численост | Дял (в %) |
| Общо                | 5173      | 100,00    |
| Българи             | 3489      | 67,44     |
| Турци               | 3         | 0,05      |
| Цигани              | 1083      | 20,93     |
| Други               | 0         | 0,00      |
| Не се самоопределят | 0         | 0,00      |
| Неотговорили        | 574       | 11,09     |

## История

### Античност
Селището е създадено по времето на римляните, които построяват крепост на същото място, където се намират и днешните останки от Белоградчишката крепост. В първите турски документи от началото на владичеството го наричат Белград, тъй като по-голяма част от къщите през този период са били изградени от плет, кал и вар, което е придавало особена белота на града на фона на червените скали. По-късно, за да го отличат от сръбския град Белград, го наричат Белградин (малък Белград).

### Средновековие
През XIV век Белоградчик е бил част от Видинското царство. Белоградчишката крепост била сред най-трудно превземаемите в царството.

### Османско владичество
Има сведения за неговото съществуване в турски регистър от 1454 година. През османското владичество жителите са се занимавали главно със занаятчийство и земеделие. През 1850 г. избухва въстание, което е потушено с кръв.

### След Освобождението
Крепостта е възстановена до днешния си вид и след Освобождението. Във войната от 1885 година, малко след Съединението на Източна Румелия с Княжество България, сърбите правят първия си опит да превземат града, но са разгромени.
При избухването на Балканската война петима души от Белоградчик са доброволци в Македоно-одринското опълчение.
През лятото на 1913 г., по време на Междусъюзническата война, край града се водят боеве. От запад настъпват сръбските войски. Отбраната на града е набързо организирана. Създаден е Белоградчишкият отряд, който включва части на 9-а пехотна Плевенска дивизия и 3 опълченски дружини, пристигнали от Видин. На 8 юли 1913 г. сърбите настъпват срещу града. Опълченските дружини се разбягват. Само плевенските полкове влизат в боя, но не успяват да спрат натиска на противника. На 9 юли 1913 г. сърбите завземат Белоградчик. Тук те се свързват с румънските войски, настъпили към града от север.
През 30-те години на XX век в гр. Белоградчик излиза вестник „Ведерник“.

## Религии
Населението изповядва източноправославното християнство.
Храм „Св.вмчк Георги Победоносец“ е възстановен през 1868 г. след пожар.
През 1751 г. османската власт построява Хаджъ Хюсеин джамия.

## Политика
- 1995 – Владимир Живков (Предизборна коалиция БСП, БЗНС Александър Стамболийски, ПК Екогласност) печели на първи тур с 63% срещу Ани Панчев (СДС)
- 1999 – Емил Цанков (ОДС) печели на втори тур с 56% срещу Ангел Джунински (БСП)
- 2003 – Емил Цанков (Всички за Белоградчик) печели на втори тур с 55% срещу Борис Николов (независим)
- 2004 – Изборите в Белоградчик са анулирани за използване на фалшиви бюлетини
- 2004 – Людмил Антов (независим) печели на втори тур с 58% срещу Емил Цанков (Всички за Белоградчик)
- 2007 – Емил Цанков (независим) печели на втори тур с 51% срещу Людмил Антов (БСП)
- 2011 – Борис Николов (Български социалдемократи) печели на балотаж срещу Людмил Антов (БСП)
- 2015 – Борис Николов (БСП)
- 2019 – Борис Николов (БСП, ДПС)
- 2023 – Боян Минков (БСП за България)

## Икономика

### Дърводобив
|             | Едра  | Средна | Дребна | Дърва  | Вършина | Общо   |
| Акация      |       |        |        | 0.28   |         | 0.28   |
| Бук         |       | 4.2    |        | 22     |         | 26.2   |
| Бял бор     | 1.99  |        |        |        |         | 1.99   |
| Габър       |       |        |        | 11.55  |         | 11.55  |
| Джанка      |       |        |        | 1.12   |         | 1.12   |
| Зимен дъб   | 37    | 6      | 1      | 146    | 9       | 199    |
| Келяв габър |       |        |        |        | 47      | 47     |
| Клен        |       |        |        | 2.2    |         | 2.2    |
| Мъждрян     |       |        |        | 6      |         | 6      |
| Цер         |       |        |        | 2      | 15      | 17     |
| Черен бор   | 9.82  | 0.59   |        | 0.6    |         | 11.01  |
| Ясен        |       |        |        | 2      |         | 2      |
|             | 48.81 | 10.79  | 1      | 193.75 | 71      | 325.35 |

## Забележителности

### Музеи
Исторически музей – Белоградчик разполага с фонд от над 6000 експоната. Помещава се в „Пановата къща“ (паметника на културата) – ярък представител на предбалканската възрожденска архитектура. Строена е през 1810 г. Тя е двуетажна, с обрамчени с дъски стени, с два чардака, с изграден от камък първи и еркерно издаден втори етаж. Това архитектурно бижу на Белоградчик е скътало в себе си бита и народната култура, стремежа към красота и жажда на българина за свобода през епохата на българското Възраждане. Експозицията запознава със социално–икономическото развитие на Белоградчик и района през 18. – 19. век.
Музеят разполага с три отдела: експозиция 18 – 19 век, Природа (Природонаучен музей), Художествена галерия „Вълчо Вълчев“.
Природонаучният музей разполага с експозиция от 520 експоната и фонд от още 2500. Представя най-атрактивната част от богатото биологично разнообразие на цяла Северозападна България, вкл. много ендемитни и реликтни видове от Балканите и Европа.
Художествената галерия в Белоградчик е открита на 21.06.1983 година. Сградата, в която се помещава, е била банка, но през 1980 година се взема решение за реконструирането и превръщането ѝ в Художествена галерия.
Разполага с три зали, като едната е за постоянна експозиция, а в другите две периодически се сменят експозиците с гостуващи изложби на художници, майстори на народните и художествени занаяти.
Художественият фонд включва над 180 картини – живопис и графика. Тук могат да се видят оригинали на Владимир Димитров-Майстора, Стоян Венев, Иван Христов, Анета Драгушан, Георги Петров и Багит Бапишев. По-голямата част от фонда е набиран чрез провеждащите се до 1989 година международни пленери по живопис. На 29 май 2019 г. е открит Салон за наивистично и интуитивно излуство.

### Белоградчишка крепост
Крепостта „Калето“ е една от най-добре запазените в страната. Използвайки естествената непристъпност на скалите, през I – III век римляните поддържат тук крепост за охрана на стратегическите пътища, които пресичат района. В късната античност тя е част от отбранителната система на Римската, после Византийската империя, изградена по северните склонове на Стара планина. Крепостта е доизградена от българите. Значението и нараства след обособяването на Видинското царство, включващо териториите на днешна Северозападна България, части от Източна Сърбия и Югоизточна Румъния. Една от последните крепости (тогава с име Белград), завладяна от турците в края на XIV век. Последните настаняват тук гарнизон, играещ важна роля в охраната на западните области на държавата и в потушаването на въстанията на българското население.
В периода 1805 – 1837 г. се разширява и преустроява за огнестрелно оръжие под ръководството на френски и италиански инженери. Паметните плочи във връзка със строежа са на турски и български език – единствен случай в историята на строежите на турските крепости. Състои се от 3 двора (всеки с възможност за самостоятелна защита) с обща площ 10 211 кв. м и едно отделно укрепление. Има две главни порти – Видин капия и Ниш капия. На крепостните стени (височина до 10 м) са изградени амбразури за пушки. За оръдията са построени три бастиона за 15 – 16 оръдия. Във военно време броят на защитниците на крепостта и околните възвишения достига до 3000 души.
Белоградчишката крепост е обявена за паметник на културата, през 1985 г. с национално значение, пригодена за масови посещения.
От най-високата част на крепостта известна като Първа плоча се разкрива неповторима панорама. На юг погледът гали нагънатото било на Стара Планина, от връх Ком до Връшка чука, на запад е привлечен от островърхите медни планини на Карпатите, а в ниското намира покой във фантастиката на Белоградчишките скали.
Част е от Стоте национални туристически обекта на Българския туристически съюз:
Белоградчишки скали и крепост. Без почивен ден. Има печат на БТС.

### Белоградчишки скали
Белоградчишките скали са красиви скални образувания край едноименния град. Един от уникалните природни феномени, който няма аналог в света. Тази скална приказка се простира от запад на изток от връх Ведерник около град Белоградчик, село Боровица до село Белотинци. Районът е с дължина около 30 км и ширина от 3 – 6 км. Белоградчишките скали са впечатляващи не само със своята възраст над 230 млн. години, но и с десетките легенди за причудливите природни форми, като Мадоната, Монасите, Конникът, Ученичката, Дервишът, Мечката, Адам и Ева, Хайдут Велко, Замъкът, Кукувицата, Гъбите, Лъвът, Камилата, Тракийската богиня Бендида, Орфей и Вкаменената сватба и др. Включени са в списъка на Стоте национални туристически обекта на БТС.

### Астрономическа обсерватория
- Белоградчишката обсерватория е една от двете обсерватории на Института по астрономия, наред с Роженската.

## Редовни събития
- Празникът на града е на Петровден.
- „Опера на върховете – Белоградчик и скали“ – ежегоден летен фестивал. Новаторска идея на режисьора акад. Пламен Карталов, чиито необичайни сценични решения и замисъл на авторска режисьорска интерпретация са свързани с раждането им сред магическата красота на Белоградчишките скали. Те дават на публиката възможност по друг начин да усети любимите си произведения. Заедно със спектаклите, които се провеждат в първия двор на крепостта, се предлага и специално културно събитие – посещение на пещерата Магурата за необикновения спектакъл пърформънс „ВАГНЕР МАГУРА – Богове, Великани, Джуджета и Валкюри“.

Първият летен фестивал е осъществен през 2016 г. от Софийска опера и балет и община Белоградчик.

### Фолклор
Едно значимо ежегодно събитие е тридневният фолклорен фестивал „От Тимок до Искър".

## Спорт
Волейболният отбор на града – ВК Град, се подвизава във втория ешелон на българския волейбол – НВЛ Висша лига (волейбол). Футболният отбор - ФК Балкан се състезава в „А“ ОФГ Видин.

## Личности
- Проф. Борис Асенов Николов, д-р на военните науки. Роден на 1 април 1924 г. в с. Сливовник, починал на 5 юни 1990 г. Първият доктор на военните науки в България. Съавтор на „Военен атлас“. Автор на няколко книги, между които „Война и география“ и „Средиземно море и неговите врати и ключове“, публикувани на много езици и използвани като задължително четиво във военните академии в Пекин и Анкара.
- Димитър Бакърджиев (1880 – 1919), български революционер, войвода на ВМОРО[12]
- Кирил Старцев (1895-1962), бивш кмет на Русе, роден в Белоградчик.

## Побратимени градове
- Княжевац, Сърбия
- Дубно, Украйна

## Фотогалерия
- Белоградчик
- Автогарата
- Централният площад
- Читалище „Развитие“
- Сградата на Общината
- Белоградчишката крепост и скали
- Белоградчишката крепост и скали
- Белоградчишката крепост и скали
- Белоградчишката крепост и скали